# Charles Campbell
Pour les articles homonymes, voir Campbell.
Charles Campbell est un footballeur international écossais, né en 1854, à Coupar Angus, Perth and Kinross et décédé en avril 1927 en Irlande du Nord. Évoluant au poste de milieu de terrain, il réalise la totalité de sa carrière au Queen's Park.
Il compte 13 sélections pour 1 but inscrit en équipe d'Écosse. Il fait partie du Scottish Football Hall of Fame, depuis 2005, lors de la deuxième session d'intronisation.

## Biographie

### Carrière en club
Natif de Coupar Angus, Perth and Kinross, il fait ses études à l'Edinburgh Academy avant de s'engager pour le Queen's Park où il passe la totalité de sa carrière, soit 16 saisons.
Il y remporte 8 Coupes d'Écosse et participe à deux finales de FA Cup (à cette époque, certains clubs écossais participaient à la FA Cup (en)).
Il joue aussi plusieurs matches pour l'équipe anglaise amateur mais prestigieuse des Corinthians.
Campbell, qui est un orateur très doué, tient aussi des rôles importants dans l'encadrement de Queen's Park (membre du bureau directeur de 1874 à 1890 et président du club en 1879-1880) et à la Fédération écossaise de football dont il est l'un des dirigeants en 1889-1890.
Il décède en 1927, en Irlande du Nord, où vit une partie de sa famille. Il est intronisé au Scottish Football Hall of Fame en 2005. 

### Carrière internationale
Charles Campbell reçoit 13 sélections en faveur de l'équipe d'Écosse. Il joue son premier match le 7 mars 1874, pour une victoire 2-1, à l'Hamilton Crescent de Glasgow, contre l'Angleterre en match amical. Il reçoit sa dernière sélection le 27 mars 1886, pour un match nul 1-1, à l'Hampden Park de Glasgow, contre l'Angleterre en British Home Championship. Il inscrit 1 but lors de ses 13 sélections.
Il participe avec l'Écosse aux trois premiers British Home Championships, soit ceux de 1884, 1885 et 1886.

#### Buts internationaux
| no | Date        | Lieu                     | Adversaire     | Score final | Compétition  |
| -- | ----------- | ------------------------ | -------------- | ----------- | ------------ |
| 1  | 5 mars 1877 | Acton Park (en), Wrexham | Pays de Galles | 2-0         | match amical |

## Palmarès

### Comme joueur
- Queen's Park :
  - Vainqueur de la Coupe d'Écosse en 1874 (soit la première édition), 1875, 1876, 1880, 1881, 1882, 1884 et 1886
  - Finaliste de la FA Cup en 1884 et 1885